# West Hampstead Thameslink
West Hampstead Thameslink - stacja kolejowa w Londynie, na terenie London Borough of Camden, zarządzana i obsługiwana przez Thameslink, jako część linii Thameslink. W roku statystycznym 2008/09 skorzystało z niej ok. 2,318 mln pasażerów. W bliskim sąsiedztwie stacji znajdują się dwie inne: stacja metra West Hampstead oraz stacja kolejowa, również o nazwie West Hampstead, obsługiwana przez London Overground. Na mapach wszystkie trzy stacje oznaczane są jako dogodny punkt przesiadkowy.